# Discografia de Ira!
A discografia da banda paulistana Ira!, surgida na cidade de São Paulo no ano de 1981, consiste em dezesseis álbuns, sendo doze álbuns de estúdio e quatro gravados ao vivo. 
O primeiro compacto da banda, o autointitulado Ira foi lançado em 1983 e o primeiro álbum completo da banda foi Mudança de Comportamento, lançado em 1985 pela gravadora Warner Music Group.  O trabalho conta com músicas como "Tolices" e "Núcleo Base". 

## Álbuns de estúdio
| Ano  | Título | Certificações      | Singles                                                                                                |
| ---- | --- | ------------------ | --- |
| 1985 | Mudança de Comportamento - Lançamento: 15 de maio de 1985 - Gravadora: WEA - Formato: LP, K7, CD e Streaming   | 60 mil             | - "Núcleo Base" - "Longe de Tudo" - "Tolices"                                                          |
| 1986 | Vivendo e Não Aprendendo - Lançamento: 25 de agosto de 1986 - Gravadora: WEA - Formato: LP, K7, CD e Streaming | 180-250 mil (ouro) | - "Envelheço Na Cidade" - "Dias de Luta" - "Flores em você" - "Vitrine Viva"                           |
| 1988 | Psicoacústica - Lançamento: 11 de maio de 1988 - Gravadora: WEA - Formato: LP, K7, CD e Streaming              | 50 mil             | - "Pegue Essa Arma" - "Receita Para se Fazer um Herói"                                                 |
| 1990 | Clandestino - Lançamento: 3 de julho de 1990 - Gravadora: WEA - Formato: LP, K7, CD e Streaming                | 30 mil             | - "Tarde Vazia" - "Boneca de Cera"                                                                     |
| 1991 | Meninos da Rua Paulo - Lançamento: 30 de setembro de 1991 - Gravadora: WEA - Formato: LP, K7, CD e Streaming   | 6.430 mil          | - "Você Ainda Pode Sonhar" - "Prisão das Ruas" - "Um Dia Como Hoje"                                    |
| 1993 | Música Calma Para Pessoas Nervosas - Lançamento: 1993 - Gravadora: WEA - Formato: LP, K7, CD e Streaming       | 1.840 mil          | - "Arrastão" - "O Homem é Esperto, mas a Morte é Mais"                                                 |

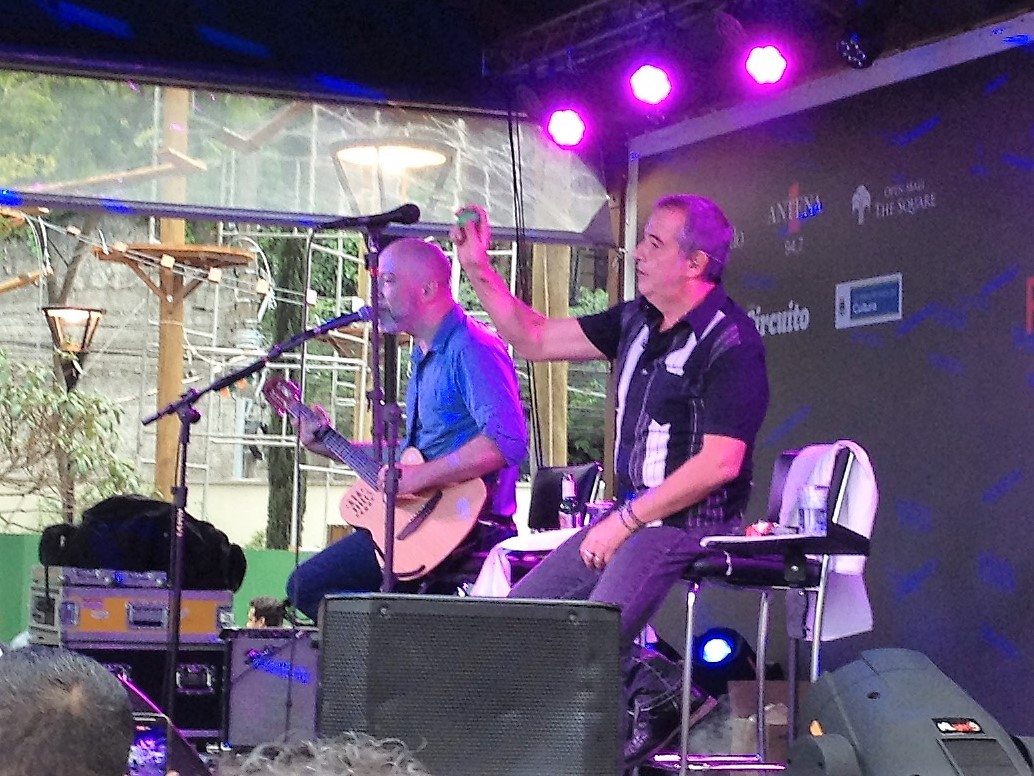
Ira!

| 1996 | 7 - Lançamento: 1996 - Gravadora: Paradoxx - Formato: CD e Streaming                                           | Sem Dados          | - "É Assim Que Me Querem" - "Você Não Serve Pra Mim" - "Difícil é Viver"                               |
| 1998 | Você Não Sabe Quem Eu Sou - Lançamento: 1998 - Gravadora: Paradoxx - Formato: CD e Streaming                   | Sem Dados          | - "Miss Lexotan 6mg - Garota!" - "Eu Não Sei (I Can't Explain)" - "Tantas Nuvens"                      |
| 1999 | Isso É Amor - Lançamento: novembro de 1999 - Gravadora: Abril, Deck - Formato: LP, K7, CD e Streaming          | 100 mil (ouro)     | - "Bebendo Vinho" - "Teorema"                                                                          |
| 2001 | Entre Seus Rins - Lançamento: 2001 - Gravadora: Abril, Deck - Formato: CD e Streaming                          | Sem Dados          | - "Entre Seus Rins" - "Milhas e Milhas"                                                                |
| 2007 | Invisível DJ - Lançamento: 16 de março de 2007 - Gravadora: Arsenal, Universal - Formatos: CD, DVD e streaming | 25 mil             | - "Eu Vou Tentar" - "Mariana Foi Pro Mar"                                                              |
| 2020 | IRA - Lançamento: 5 de junho de 2020 - Gravadora: Independente - Formatos: LP e streaming                      | Sem Dados          | - "O Amor Também Faz Errar" - "Mulheres à Frente da Tropa" - "Chuto Pedras e Assobio - "Efeito Dominó" |

## Álbuns ao vivo
| Ano  | Título | Certificações        | Singles                                                                  |
| ---- | --- | -------------------- | ------------------------------------------------------------------------ |
| 2000 | MTV Ao Vivo: Ira! - Lançamento: 2000 - Gravadora: Abril, Deck - Formato: CD, DVD, VHS, streaming                         | 160 mil (ouro)       | - "Vida Passageira" - "Superficial (Como um Espinho)" - "Tolices"        |
| 2004 | Acústico MTV: Ira! - Lançamento: 2004 - Gravadora: Epic, Sony - Formato: CD, DVD, streaming                              | 500 mil (2x platina) | - "O Girassol" - "Tarde Vazia" - "Eu Quero Sempre Mais" - "Flerte Fatal" |
| 2011 | Ira! e Ultraje a Rigor ao Vivo no Rock in Rio - Lançamento: Julho de 2011 - Gravadora: MZA - Formato: CD, DVD, streaming | Sem Dados            |                                                                          |
| 2017 | Ira! Folk: Ao Vivo em São Paulo - Lançamento: 8 de dezembro de 2017 - Gravadora: Showtime - Formato: DVD, streaming      | Sem Dados            | - "Mesmo Distante" - "Tolices"                                           |

## Coletâneas
| Ano  | Título                                                                                           | Certificações | Singles |
| ---- | ------------------------------------------------------------------------------------------------ | ------------- | ------- |
| 2022 | IRA Demos 83-84 - Lançamento: 2022 - Gravadora: Três Selos / Nada Nada Discos - Formato: LP, box | Sem Dados     |         |

## Trilhas sonoras
- Os Trapalhões no Rabo do Cometa - "1914"[11]
- Areias Escaldantes - "Longe de Tudo" e "Núcleo Base"[12]
- O Outro - "Flores em Você" [13]
- Confissões de Adolescente - "Balada Triste" [14]
- Começar de Novo - "Eu Quero Sempre Mais" e "Núcleo Base"[15]